# Viaducte dels Quinze Ulls
El viaducte dels Quinze Ulls és un pont construït en la dècada de 1930 per l'enginyer de camins espanyol Eduardo Torroja Miret per a salvar el Rierol de Cantalasranas.

## Descripció
Construïda en el període 1929-1933, es tracta d'una estructura que s'eleva sobre el Rierol de Cantalasranas. El viaducte posseeix una llum de 130 metres per 35 d'amplària i està format per quinze arcs de 7 metres de llum en la direcció longitudinal i de tres en la direcció transversal. Es va construir com a suport del trànsit rodat per la carretera de La Corunya.
En els anys seixanta es va procedir al farciment del rierol de Cantarranas. Al començament del segle segle xxi continua permetent als vehicles l'encreuament del rierol en la carretera de La Corunya. Només queden expedits dos dels seus «ulls» per al pas de vehicles, altres tres estan ocupats per la Universitat Complutense de Madrid, nou per l'edifici del Ministeri de Foment i l'últim per l'Ajuntament de Madrid.